# آرنه بری (دوچرخه‌سوار)
آرنه بری (انگلیسی: Arne Berg; ۳ دسامبر ۱۹۰۹ – ۱۵ فوریهٔ ۱۹۹۷) دوچرخه‌سوار اهل سوئد بود.
وی در مسابقات کشوری و بین‌المللی در مجموع برندهٔ ۱ مدال برنز شده‌است.